# Coupe du monde de natation FINA 2007
Navigation
Édition 2005-2006 Édition 2008
La Coupe du monde de natation FINA 2007 a eu lieu à l'automne 2007. Il s'agissait d'une compétition internationale  de natation en petit bassin (25m) organisées par la FINA.